# Kūtak-e ‘Olyā
Kūtak-e ‘Olyā (persiska: کوتک علیا, Kūtak-e Moḩammad Karīm) är en ort i Iran.   Den ligger i provinsen Khuzestan, i den centrala delen av landet, 600 km söder om huvudstaden Teheran. Kūtak-e ‘Olyā ligger 287 meter över havet och antalet invånare är 104.
Terrängen runt Kūtak-e ‘Olyā är platt. Runt Kūtak-e ‘Olyā är det ganska tätbefolkat, med 62 invånare per kvadratkilometer. Närmaste större samhälle är Behbahān, 13,0 km sydost om Kūtak-e ‘Olyā. Omgivningarna runt Kūtak-e ‘Olyā är i huvudsak ett öppet busklandskap.